# Aristolochia tricaudata
Aristolochia tricaudata är en piprankeväxtart som beskrevs av Lem.. Aristolochia tricaudata ingår i släktet piprankor, och familjen piprankeväxter. Inga underarter finns listade i Catalogue of Life.